# Bulk-Verfahren
Das Bulk-Verfahren ist ein Verfahren der meteorologischen Modellierung der Energieaustauschbestimmung. Man geht dabei von folgenden Vereinfachungen aus (sogenannter Bulk-Ansatz):
- Es besteht ein einheitlicher (linearer) Gradient innerhalb der Schicht.
- Man nutzt nur die Parameter, die sich an der oberen bzw. unteren Schichtgrenze ergeben.

Streng genommen ist dieses Verfahren nur über offenen glatten Wasserflächen anwendbar, da hier der Gradient bis zur Wasseroberfläche ermittelt werden kann. Dies ist hingegen nicht mehr über Pflanzen oder anderen Rauhigkeit erzeugenden Elementen möglich. Daher wird die erste Schicht der Atmosphäre oft mit einem gewissen Abstand zu Unterlagen betrachtet, meist doppelte Bestandeshöhe.